# 秃发吐雷
秃发吐雷（?—?），南凉宗室，河西鲜卑秃发思复鞬的兒子，是南凉国王秃发乌孤、秃发利鹿孤、秃发傉檀的兄弟。
400年，秃发利鹿孤派遣他的弟弟秃发吐雷率领骑兵三千人进驻扪天岭，威胁西秦。西秦国王乞伏乾归害怕被秃发利鹿孤杀掉，对自己的太子乞伏炽磐说，我把你们兄弟和你们的母亲给秃发利鹿孤当人质，一定不会怀疑，我到长安归顺强大的姚秦，他也就不敢害你们了。乞伏乾归便把乞伏炽磐等人送到西平。八月，乞伏乾归向南逃奔，投降后秦。